# Taekwondo ai XIX Giochi del Mediterraneo
Gli incontri di taekwondo ai XIX Giochi del Mediterraneo si sono svolti il 3 ed il 4 luglio 2022 al Mohammed ben Ahmed CCO Hall di Orano. Si è gareggiato in otto diverse categorie, suddivise equamente in quattro categorie maschili e altrettante femminili.

## Calendario
Il calendario delle gare è stato il seguente:
| ● | Finali |

| Giugno | Giugno | Giugno | Giugno | Giugno | Giugno | Giugno | Luglio | Luglio | Luglio | Luglio | Luglio | Luglio |
| 24     | 25     | 26     | 27     | 28     | 29     | 30     | 01     | 02     | 03     | 04     | 05     | 06     |
|        |        |        |        |        |        |        |        |        | 1      | 1      |        |        |

## Risultati

### Uomini
| Evento                  | Oro                  | Argento                | Bronzo                                 |
| fino a 58 kg (dettagli) | Adrián Vicente Yunta | Omar Lakehal           | Domen Molj Ömer Faruk Dayıoğlu         |
| fino a 68 kg (dettagli) | Javier Pérez         | Hakan Reçber           | Konstantinos Chamalidis Lovre Brečić   |
| fino a 80 kg (dettagli) | Seif Eissa           | Daniel Quesada Barrera | Firas Katoussi Apostolos Telikostoglou |
| oltre 80 kg (dettagli)  | Ivan Šapina          | Ayoub Bassel           | Roberto Botta Dejan Georgievski        |

### Donne
| Evento                  | Oro                | Argento                  | Bronzo                           |
| fino a 49 kg (dettagli) | Merve Dinçel       | Adriana Cerezo           | Shahd Elhosseiny Bruna Duvančić  |
| fino a 57 kg (dettagli) | Hatice Kübra İlgün | Ashrakat Darwish         | Giada Al Halwani Kanelya Carabin |
| fino a 67 kg (dettagli) | Matea Jelić        | Cecilia Castro Burgos    | Aya Shehata Magda Wiet-Hénin     |
| oltre 67 kg (dettagli)  | Nafia Kuş          | Fatima-Ezzahra Aboufaras | Althéa Laurin Nika Petanjek      |

## Medagliere
| Posizione | Paese              | Oro | Argento | Bronzo | Totale |
| --------- | ------------------ | --- | ------- | ------ | ------ |
| 1         | Turchia            | 3   | 1       | 1      | 5      |
| 2         | Spagna             | 2   | 3       | 0      | 5      |
| 3         | Croazia            | 2   | 0       | 3      | 5      |
| 3         | Egitto             | 1   | 1       | 2      | 4      |
| 5         | Marocco            | 0   | 3       | 0      | 3      |
| 6         | Francia            | 0   | 0       | 3      | 3      |
| 7         | Grecia             | 0   | 0       | 2      | 2      |
| 7         | Italia             | 0   | 0       | 2      | 2      |
| 9         | Macedonia del Nord | 0   | 0       | 1      | 1      |
| 9         | Slovenia           | 0   | 0       | 1      | 1      |
| 9         | Tunisia            | 0   | 0       | 1      | 1      |
| Totale    | Totale             | 8   | 8       | 16     | 24     |